# Anders Liljas
Anders Liljas, född 9 maj 1939, är en svensk biofysiker. Han är professor emeritus i molekylär biofysik vid Lunds universitet. Han blev ledamot av Vetenskapsakademien 1997.